# Hans-Walter Schädler
Hans-Walter Schädler (* 11. Mai 1945 in Triesenberg) ist ein ehemaliger liechtensteinischer Skirennläufer.

## Biografie
Bei den Olympischen Winterspielen 1964 war Schädler Teil der Olympiamannschaft von Liechtenstein. Er trat in allen drei Wettkämpfen im Ski Alpin an. Im Abfahrtsrennen belegte er den 48. Rang, im Riesenslalom den 40. Rang und Slalom erzielte er mit Rang 36, sein bestes Resultat.
Vier Jahre später bei den Olympischen Winterspielen 1968 in Grenoble startete er ebenfalls in den drei Disziplinen. Konnte sich jedoch in keinem Rennen verbessern.